# CA005
EXILIMケータイ CA005（エクシリムけーたい シーエーぜろぜろご）は、カシオ計算機およびNECカシオ モバイルコミュニケーションズ（現・日本電気(NEC)）が日本国内向けに開発した、auブランドを展開するKDDI および沖縄セルラー電話のCDMA 1X WIN（後のau 3G）の携帯電話である。

## 特徴
2010年の夏モデルのEXILIMケータイで、CA003の後継機種。また、同社製のカシオ日立モバイルコミュニケーションズ名義で開発された機種としては最終モデルとなる。
日本国内のEXILIMケータイとしては初となるIPX5/IPX7相当の防水機種でカメラの有効画素数は、日本国内の携帯電話では初めてとなる約13メガピクセル（1,295万画素）CMOSを搭載している。
赤外線通信はW53CAからCA004までのカシオ機はIrSimpleが採用されていたが、この機種よりW52CA以来のIrDAにスペックダウンとなった。
またmicroSDスロットがカシオの防水機種で初めて外側に配置されている。
従来のEXILIMケータイ機と同様、背面側にカメラレンズやロゴを目立つ形で配置したデザインとなっており、メインディスプレイを外側に向けた状態で折りたたむことによってデジタルカメラのように操作することができる。薄型化も重視されており、突き出たレンズ周りの部分を除いた厚みが14.5ミリという、防水2軸折りたたみ型の携帯としては発売時点で最薄クラスとされる薄さを実現している。先代のCA003同様、背面部は全体が継ぎ目のない電池カバーとなっており、本機ではそれに防水パッキンを一体化させることで防水と薄型化の両立を実現している。
レンズリング部分は先代同様に発光部を兼ねているが、本機では7色マルチカラー発光に対応し、着信時には相手に応じて異なる発光パターンを設定することができる。
購買層としては、男女を問わず思い立った時にすぐ写真を撮りたいという欲求を持ったユーザーが想定されている。

## マスコットキャラクター
カシオ計算機の携帯電話には、これまでもペンギンなどのキャラクターが設定されていたが、本機のマスコットキャラクターには「アヒルの浴玩のストラップ」が設定されており、これは本機が防水仕様であることに因む。3種類用意されているEZケータイアレンジの一つ「ahiru」のテーマでは、待ち受け画像やメニュー、メールの送受信アニメーションに、EXILIMケータイに結わえられたストラップのアヒルが登場し、特に待ち受け画面では台所や風呂場、洗面所やトイレといった水場を舞台に様々な冒険を繰り広げるという内容のアニメーションが描かれる。本体色がライトグリーンおよびホワイトのモデルでは、この「ahiru」のテーマがデフォルトに設定されている。

## 沿革
- 2010年（平成22年）5月17日 - KDDI、およびカシオ計算機より公式発表。
- 2010年5月28日 - 全国にて一斉発売。
- 2011年（平成23年）1月 - 販売終了。

## 主な機能・対応サービス
- 防犯ブザー

| 主な機能・対応サービス                                                                  | 主な機能・対応サービス                                           | 主な機能・対応サービス                                       | 主な機能・対応サービス          |
| --------------------------------------------------------------------------------------- | ---------------------------------------------------------------- | ------------------------------------------------------------ | ------------------------------- |
| LISMO! (着うたフル) (着うたフルプラス) (LISMOビデオクリップ) (LISMO Video) (LISMO Book) | EZケータイアレンジ                                               | バーコードリーダー&メーカー                                  | PCサイトビューアー              |
| au BOX                                                                                  | ワイヤレスミュージック                                           | au Smart Sports Run & Walk Karada Manager カロリーカウンター | EZナビウォーク 3D・声de入力対応 |
| EZ助手席ナビ                                                                            | 安心ナビ                                                         | 災害時ナビ                                                   | ナカチェン                      |
| EZアプリ FullGame! Bluetooth対戦                                                        | EZアプリ(BREW)                                                   | オープンアプリプレイヤー                                     | PCドキュメントビューアー        |
| EZケータイアレンジ アレンジメニュー ティーンズモード                                    | au oneガジェット マルチプレイウィンドゥ クイックアクセスメニュー | じぶん銀行アプリ                                             | EZ・FM                          |
| EZチャンネル EZチャンネルプラス EZニュースフラッシュ EZニュースEX                       | Touch Message                                                    | EZFeliCa                                                     | ケータイ de PCメール            |
| デコレーションメール 絵しゃべりメール ラッピングメール                                  | デコレーションアニメ                                             | au one メール                                                | 緊急通報位置通知 緊急地震速報   |
| ワンセグ                                                                                | グローバルパスポート (CDMA)                                      | 赤外線通信 (IrDA) 無線LAN機能 (Wi-Fi WIN) auフェムトセル     | Bluetooth                       |

### その他のプリインストールされているEZアプリ、コンテンツ
以下には上記の機能・対応サービスに含まれている以外の、本機にプリインストールされているアプリやコンテンツを挙げる。
| アプリ、コンテンツ名                   | 概要 |
| -------------------------------------- | --- |
| ドラゴンクエストIII（体験版）          | エニックスが1988年に発売したファミコン用ロールプレイングゲームを再現した、携帯電話ゲームの体験版。                              |
| デビルメイクライ4 リフレイン（体験版） | カプコンが2008年に発売したPS3・Xbox 360用アクションゲーム、『デビルメイクライ4』を題材にした携帯電話ゲームの体験版。            |
| “文学少女”と死にたがりの道化           | ファミ通文庫から発売されている、野村美月によるライトノベルの電子書籍版。試し読みとして第1巻プロローグおよび第1章を収録。        |
| 銀魂                                   | 『週刊少年ジャンプ』で連載されている、空知英秋による漫画の電子書籍版。試し読みとして第1話「天然パーマに悪い奴はいない」を収録。 |
| 知らなきゃ損! ケータイのマメ知識       | 2009年9月以降に発売されたauの携帯電話に共通してプリセットされている、成澤純一による漫画形式のマニュアル。                       |

## 不具合
2010年7月7日に以下の不具合の修正がケータイアップデートにより行われた。
- EZメニューが設定できるEZケータイアレンジを設定すると方向キー及び決定キー操作を受付けしなくなる場合がある[9]。